# Antabamba (provincie)
| Antabamba                                                | Antabamba                        |
| -------------------------------------------------------- | -------------------------------- |
| Harta localizării provinciei în cadrul regiunii Apurímac |                                  |
| Informații generale                                      |                                  |
| Nume nativ                                               | Provincia de Antabamba           |
| Țară                                                     | Peru                             |
| Regiune                                                  | Apurímac                         |
| Primar                                                   | Edén Casaverde (2011-2014)       |
| - Capitală                                               | Antabamba                        |
| - Suprafață totală                                       | 3219,01 km2                      |
| - Districte                                              | 7                                |
| Populație                                                |                                  |
| An recensământ                                           | 2007                             |
| - Totală                                                 | 12 267                           |
| - Densitate                                              | 3,81/km2                         |
| Fus orar                                                 | UTC-5                            |
| Sit web                                                  | http://www.muniantabamba.gob.pe/ |
| UBIGEO                                                   | 0303                             |
| Modifică text                                            |                                  |

Antabamba este una dintre cele șapte provincii din regiunea Apurímac din Peru. Capitala este orașul Antabamba. Se învecinează cu provinciile Grau la nord, Cotabambas la est și cu Aymaraes la vest, și cu regiunile Cusco la est și Arequipa la sud.

## Diviziune teritorială
Provincia este divizată în 7 districte (spaniolă: distritos, singular: distrito):
- Antabamba
- El Oro
- Huaquirca
- Juan Espinoza Medrano
- Oropesa
- Pachaconas
- Sabaino

## Grupuri etnice
Provincia este locuită de către urmași ai populațiilor quechua și aymara. Quechua este limba care a fost învățată de către majoritatea populației (procent de 77,12%) în copilărie, 22,26% dintre locuitori au vorbit pentru prima dată spaniolă, iar 0,28% au folosit limba aymara. (Recensământul peruan din 2007)